# Ivor Broadis
Ivan Arthur Broadis, dit Ivor Broadis, est un footballeur anglais né le 18 décembre 1922 à l'Île aux Chiens dans le quartier de Poplar et mort le 12 avril 2019 à Carlisle.

## Clubs
- 1946-1949 : Carlisle United  Angleterre
- 1949-1952 : Sunderland  Angleterre
- 1951-1953 : Manchester City  Angleterre
- 1953-1955 : Newcastle United  Angleterre
- 1955-1959 : Carlisle United  Angleterre
- 1959-1961 : Queen of the South  Écosse.

## Palmarès
- 14 sélections et 8 buts avec l'équipe d'Angleterre entre 1951 et 1954.